# 帕察利
50°13′27″N 32°54′3″E / 50.22417°N 32.90083°E
帕察利（烏克蘭語：Пацали），是烏克蘭中部的村莊，隸屬波爾塔瓦州的盧布尼區。該村距離加利亞韋0.5公里，海拔高度131米，2001年該村落人口502。